# 維什尼夫 (盧茨克區)
50°47′19″N 25°30′19″E / 50.78861°N 25.50528°E
維什尼夫（烏克蘭語：Вишнів），是位於烏克蘭西北部的村莊，由沃倫州盧茨克區的利皮尼市鎮負責管轄，始建於1890年，面積1.91平方公里，海拔高度216米，2001年該村落人口518。